# الرمزية (الدقهلية)
قرية الرمزية هي إحدى القرى التابعة لمركز السنبلاوين في محافظة الدقهلية في جمهورية مصر العربية. حسب إحصاءات سنة 2006، بلغ إجمالي السكان في الرمزية 4748 نسمة، منهم 2381 رجل و2367 امرأة.